# Conostigmus depressus
Conostigmus depressus is een vliesvleugelig insect uit de familie van de Megaspilidae. De wetenschappelijke naam van de soort is voor het eerst geldig gepubliceerd in 1979 door Dessart.